# Лисенко Володимир Антонович
Володимир Антонович Лисенко (2 січня 1926, місто Прилуки, тепер Чернігівської області) — український радянський партійний діяч, 2-й секретар Сумського обкому КПУ. Депутат Верховної Ради УРСР 8—9-го скликань. Член Ревізійної Комісії КПУ в 1971—1976 р.

## Біографія
Народився в родині залізничника. У 1941 році закінчив сім класів школи у місті Брянську і був евакуйований з батьками у місто Красноярськ РРФСР.
З 1941 року — учень Красноярського технікуму залізничного транспорту. У 1943 році переїхав до міста Конотопа Сумської області, де продовжив навчання у технікумі залізничного транспорту. У 1946 році закінчив із відзнакою Конотопський технікум залізничного транспорту.
У 1946—1947 роках — 1-й секретар Конотопського міського комітету ЛКСМУ Сумської області.
Член ВКП(б) з 1947 року.
У 1947—1952 роках — студент металургійного факультету Київського політехнічного інституту, секретар комітету комсомолу інституту.
У 1952—1954 роках — секретар Київського міського комітету ЛКСМУ.
У 1954—1958 роках — секретар, 1-й секретар Черкаського обласного комітету ЛКСМУ.
У 1958—1963 роках — завідувач промислово-транспортного відділу Черкаського обласного комітету КПУ.
У 1963—1967 роках — 1-й секретар Черкаського міського комітету КПУ.
У липні 1967—1969 роках — заступник голови Державного комітету Ради Міністрів УРСР по охороні природи.
У 1969—1970 роках — інспектор ЦК КПУ.
24 листопада 1970 — грудень 1978 року — 2-й секретар Сумського обласного комітету КПУ.
У 1978—1986 роках — заступник міністра промислового будівництва Української РСР.
З 1986 року — доцент Інституту підвищення кваліфікації будівельників.
У 1991—1996 роках — керівник представництва заводу «Червоний металіст», у 1996—2001 роках — директор дочірнього підприємства Конотопського заводу «Мотордеталь».
Потім — на пенсії у Києві. Виконавчий директор, 1-й заступник голови Сумського земляцтва у Києві.

## Нагороди
- орден Жовтневої Революції
- два ордени Трудового Червоного Прапора
- орден «Знак Пошани»
- медалі
- лауреат премії Ради Міністрів СРСР